# Мухнув
Мухнув (пол. Muchnów) — село в Польщі, у гміні Стшельці Кутновського повіту Лодзинського воєводства.
Населення — 223 особи (2011).
У 1975-1998 роках село належало до Плоцького воєводства.

## Демографія
Демографічна структура станом на 31 березня 2011 року:
|          | Загалом | Допрацездатний вік | Працездатний вік | Постпрацездатний вік |
| -------- | ------- | ------------------ | ---------------- | -------------------- |
| Чоловіки | 104     | 19                 | 71               | 14                   |
| Жінки    | 119     | 29                 | 64               | 26                   |
| Разом    | 223     | 48                 | 135              | 40                   |